# Leslie Thorne
Leslie Thorne, britanski dirkač Formule 1, * 23. junij 1916, Greenock, Inverclyde, Anglija, Združeno kraljestvo, † 13. junij 1993, Troon, North Ayrshire, Anglija.
Leslie Thorne je pokojni dirkač Formule 1. V svoji karieri je nastopil le na domači dirki za Veliko nagrado Velike Britanije v sezoni 1954, ko je z dirkalnikom Connaught Type A zasedel štirinajsto mesto z več kot dvanajstimi krogi zaostanka za zmagovalcem. Umrl je leta 1993.

## Popolni rezultati Formule 1
(legenda) (odebeljene dirke pomenijo najboljši štartni položaj, poševne pa najhitrejši krog, †-uvrščen kljub odstopu)
| Leto | Moštvo        | Šasija           | Motor                  | 1   | 2   | 3   | 4   | 5     | 6   | 7   | 8   | 9   | Prv | Toč |
| ---- | ------------- | ---------------- | ---------------------- | --- | --- | --- | --- | ----- | --- | --- | --- | --- | --- | --- |
| 1954 | Ecurie Ecosse | Connaught Type A | Lea-Francis Straight-4 | ARG | 500 | BEL | FRA | VB 14 | NEM | ŠVI | ITA | ŠPA | -   | 0   |